# Astronesthes neopogon
Astronesthes neopogon es una especie de pez de la familia Stomiidae en el orden de los Stomiiformes.

## Morfología
• Los machos pueden llegar alcanzar los 19,2 cm de longitud total.

## Alimentación
Come peces hueso y crustáceos.

## Hábitat
Es un pez de mar y de aguas profundas.

## Distribución geográfica
Se encuentra en el  Atlántico oriental (desde el Marruecos hasta Mauritania) y de otras zonas atlánticas entre 35 ° N y 20 ° N.